# Laephotis capensis
Laephotis capensis (Smith, 1829) è un pipistrello della famiglia dei Vespertilionidi diffuso nell'Africa subsahariana.

## Descrizione

### Dimensioni
Pipistrello di piccole dimensioni, con la lunghezza totale tra 60 e 107 mm, la lunghezza dell'avambraccio tra 26 e 39 mm, la lunghezza della coda tra 18 e 48 mm, la lunghezza del piede tra 7 e 9 mm, la lunghezza delle orecchie tra 7 e 15 mm e un peso fino a 10,1 g.

### Aspetto
La pelliccia è corta, soffice e densa. Le parti dorsali sono bruno-giallastre chiare, bruno-grigiastre chiare, bruno-rossastre e varie tonalità di marrone, mentre le parti ventrali sono bianche o color crema. La base dei peli è ovunque nerastra. Il muso è largo e ricoperto di diverse ghiandole sui lati ed alla base degli occhi. Le orecchie sono corte, triangolari e con l'estremità arrotondata. Il trago è lungo meno della metà del padiglione auricolare, più largo nella parte centrale, con il margine posteriore leggermente convesso e l'estremità arrotondata. Le membrane alari sono bruno-giallastre, bruno-grigiastre o bruno-nerastre talvolta con il bordo posteriore bianco. La coda è lunga ed inclusa completamente nell'ampio uropatagio, il quale è semi-trasparente, talvolta con il margine libero giallastro e ricoperto da fasce trasversali più scure. Il cariotipo è 2n=32 FNa=50.

### Ecolocazione
Emette ultrasuoni ad alto ciclo di lavoro con impulsi di breve durata a frequenza semi-costante iniziale a 65–84 kHz e finale a 38–44 kHz.

## Biologia

### Comportamento
Si rifugia in strette cavità come fessure sotto le cortecce degli alberi, tra fogli di aloe, in crepacci e buchi nelle piante e nelle rocce, nei soffitti, sotto tetti e nei muri degli edifici singolarmente o più raramente in gruppi fino a 20 individui. Divide i siti talvolta con Scotophilus dinganii. In Sudafrica è attivo durante l'inverno senza entrare in lunghi periodi di ibernazione sebbene durante il giorno entri in uno stato di torpore con temperature tra 21 e 24 °C. L'attività predatoria inizia al tramonto, con diversi picchi notturni fino all'alba. Evita i periodi di luna piena per sfuggire ad eventuali predatori e quelli di pioggia o vento forte.

### Alimentazione
Si nutre di coleotteri, lepidotteri, emitteri, ditteri e tricotteri catturati in spazi relativamente aperti con un volo lento.

### Riproduzione
La spermatogenesi avviene tra marzo ed aprile, le prime copulazioni a fine marzo o primi di aprile, successivamente le femmine trattengono il seme fino alla ovulazione e fertilizzazione che avviene nella seconda metà di agosto, per poi partorire a fine ottobre o primi di novembre dopo una gestazione di circa 12 settimane. Danno alla luce 2-3 piccoli alla volta, occasionalmente 1 o 4.

## Distribuzione e habitat
Questa specie è diffusa nell'Africa occidentale dalla Guinea-Bissau al Camerun occidentale e l'isola di Bioko e nel resto del continente dal Sudan centro-orientale fino al Sudafrica e l'isola di Zanzibar.
Vive in diversi tipi di habitat escluse le grandi zone desertiche ed alcuni ambienti costieri. È spesso associata ad insediamenti umani.

## Tassonomia
Sono state riconosciute 5 sottospecie:
- L.c.capensis: Provincia sudafricana del Capo orientale;
- L.c.damarensis (Noack, 1889): Angola, Zambia, Malawi, Mozambico occidentale, Zimbabwe, Botswana, Namibia;
- L.c.garambae (J. A. Allen, 1917): Sudan centro-orientale, Sudan del Sud, Etiopia, Kenya, Somalia meridionale, Uganda, Ruanda, Burundi, Tanzania settentrionale ed occidentale, Zanzibar, Repubblica Democratica del Congo, Congo meridionale, Guinea-Bissau, Guinea sud-orientale, Costa d'Avorio, Ghana, Togo, Benin, Nigeria, Camerun occidentale, Bioko;
- L.c.gracilior (Thomas & Schwann, 1905): Mozambico meridionale e provincia sudafricana del KwaZulu-Natal;
- L.c.notius (G. M. Allen, 1908): Provincia sudafricana del Capo occidentale.

## Conservazione
La IUCN Red List, considerato il vasto areale e la popolazione presumibilmente numerosa, classifica L.capensis come specie a rischio minimo (Least Concern)).